# تراث شعبي شبكي
التراث الشعبي الشبكي يرث أبناء الأقلية الشبكية في العراق عن أبائهم وأجدادهم تراثاً مميز يتضمن العديد من الأقسام ومنها، العادات والتقاليد، ملابس فلكلورية، أمثال وحِكم، وأكلات شعبية. حيث يعتز أبناء هذه الأقلية الموجودة في العراق بموروثهم الشعبي.

## الزي الفلكلوري
يمتاز زي الشبك بعدة مزايا جعلتها عريقة وتم الحفاظ عليها كونها تخفي تفاصيل الجسم بالنسبة للرجال و النساء.

#### الزي الرجالي[3]
زي الرجالي (بالشبكية: شەري زلامي) يتكون من ثوب قصير وسروال من نفس القماش بلون أبيض، وأكمام الثوب طويلة يتم ربط الأكمام على الساعد ويربط على الخصر قماش يعمل على شد الظهر، بالإضافة الى سترة تسمى (بالشبكية: دِمير) تكون ذات أكمام واسعة. ويغطى الرأس بغترة سوداء أو حمراء ويربط عليها قطعة قماش أبيض.

#### الزي النسائي[4]
زي النسائي (بالشبكية: شەري ژاني) يتكون من ثوب طويل يسمى (بالشبكية: گيجي)، ثم رداء (عباءة) طويل من نفس القماش الثوب يسمى (بالشبكية: زِبون)، وايضاً يلبس (چاروكة) عبارة عن قطعة قماش بلون مغاير للون الثوب تلبس من تحت الابط وتربط بجهة الثانية من فوق الكتف. ثم تربط الشعر في ضفيرتين ووترتدي قطعة قماش اسود على رأسها تسمى (بالشبكية: فتو) وبعدها ترتدي قطعة ثانية تسمى (يەلخ) وبالإضافة الى هذا ترتدي المرأة الكبيرة (الكيش والملفع) تلبس على الرأس وتغطي منطقة الصدر.

## العادات والتقاليد
العادات والتقاليد الموروثة لدى الشبك مبنية على الاخلاق والتسامح وروح إيجابية والتعاون.

#### الزواج

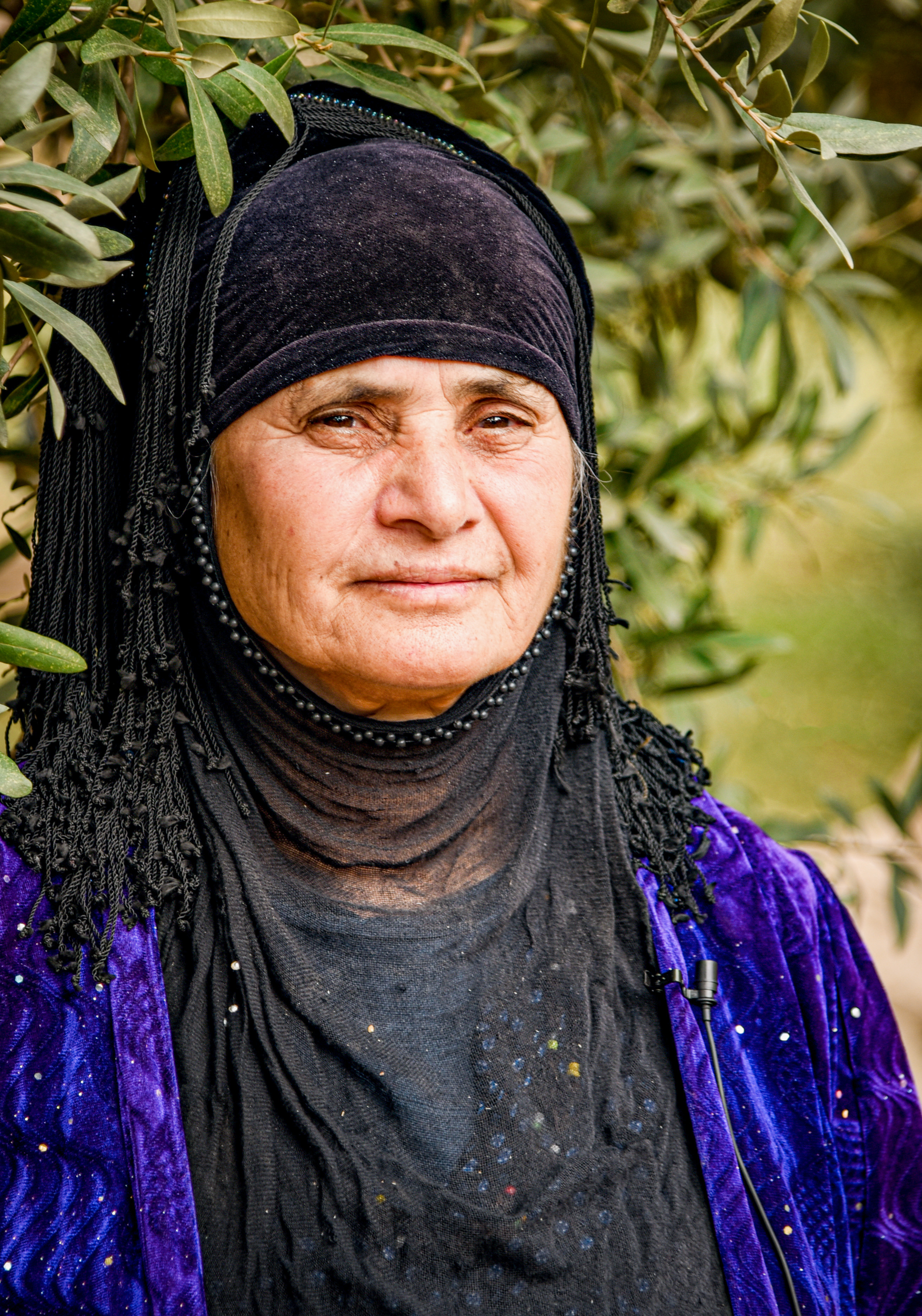
امراة شبكية ترتدي الزي الشعبي

عادات الزواج لدى الشبك لا بد أن تكون ضمن أطار ديني وشرعي، حيث بداية الأمر تبدأ أم وأخوات الشاب الذي يريد الزواج بذهاب إلى بيت المقصود لطلب يد ابنتهم، بعدها بأيام يذهب الشاب للنظرة الشرعية، ثم بعد ذلك يتفق الرجال ومن ضمنهم لا بد من حضور الرجل الدين والعقد بين الطرفين وأخذ موافقة البنت بنفسه والاتفاق على مهر يتضمن كمية ذهب واحتياجات العروس ومهر نقدي للعروس وتتم الخطبة العلنية ، بعدها تتم مراسيم الزفاف ويحتفل اهل العريس بملابس جميلة وتتضمن الزفاف بعض الموسيقة بآلات الطبل وزرنة ممزوجة بالدبكات الشعبية تعبيراً عن يوم فرح. بالإضافة إلى ذلك لا بد أن تتضمن حفلة الزفاف على الولائم، حيث يساهم المدعوون إلى الزفاف بهدايا ومساعدة العريس على سد بعض التكاليف بإهدائه مبالغ بسيطة تعبيراً عن التعاون في ما بينهم، ويعلق على بيت العريس أربعة أعلام بألوان مختلفة دلالة على وجود عرس.

#### الختان[5]
يختن الأطفال عند الشبك، وتقام حفلة ووليمة للضيوف، وغالباً ما تكون المراسم في يوم الخميس لاعتباره يوم مبارك، عادة تقام الختان في أيام مولد النبي محمد.

## الأكلات الشعبية
يمتلك الشبك أكلات شعبية بسيطة أغلبها مكوناتها صحية طبيعية.
- گفتة دوه (المكونات:جريش، بيض، لبن، عكوب)، تعد من الاطباق الشتوية
- گەردك (المكونات:طحينية، ونبتة اللاعية) يحضر بعناية جيدة لان نبتة الاعية تحتوي على مادة تحرق الفم إذا اكل بلا طبخ[8][9][10]
- گرميشته (حنطة محمص مخلوط مع حليب) يؤكل جافاً.
- شيلان (المكونات:جريش، تين مجفف، حمص، فاصولياء، كشمش، سكر، لحم)، يطبخ عادتاً في شهر محرم .

## الأمثال الشعبية[11]
- پسكي نەردنه كا ميش نيو (لا تطرد القطة حتى لا يأتي الفار)
- مقهيتي مالت به خلك نه گر بدز (حافظ على أموالك من السرقة أفضل من أن تتهم الآخرين)
- گده سير چگده هوراي خبرش نيه (الشبعان لا يحس بالجوعان)
- كم هوربه دايم هوربه (قليل دائم خير من كثير منقطع)